# Les Ollières
Pour les articles homonymes, voir Ollières (homonymie).
Ne doit pas être confondu avec Les Ollières-sur-Eyrieux.
Les Ollières est une ancienne commune française située dans le département de la Haute-Savoie, en région Auvergne-Rhône-Alpes.
Au 1er janvier 2017, elle est regroupée avec Aviernoz, Thorens-Glières, Évires et Saint-Martin-Bellevue pour former la commune nouvelle de Fillière.

## Géographie
Les Ollières est une commune de montagne avec une altitude moyenne de 642 mètres. Elle compte huit hameaux : Chez le Bois, Bévillard, la Tour, Chez Coppier, Bémont, le Praz, le Chênet et les Côtes.
La commune est irriguée par 12 ruisseaux le Berluz, le Bévillard, le Crenant, les Crêtets, la Croix, les Eattes, le Lachat, les Nantisses, les Ollières, le Panay, la Ravoire et les Teppes.

## Toponymie
Les Ollières semble pouvoir venir de plusieurs sources :
- la plus probable, du latin « olla » qui désigne une poterie utilisée pour la cuisson (flancs bombés et large ouverture) que l'on retrouve dans le vieux français « olier » qui peut donc indiquer un lieu où officie un potier. Au moins une poterie d'art existe toujours aux Ollières[1]. Cela peut aussi faire référence à des grands trous en forme de marmite « Ollariae » qui restaient après en avoir exploité l'argile pendant des siècles ;
- du génitif singulier « oliris » qui vient de « olus », le légume, ce qui signifierait un endroit où sont cultivés des légumes ;
- du terme « aulearia » indiquant une terre dépendante d'une demeure seigneuriale.

En francoprovençal, le nom de la commune s'écrit Léz Olîre , selon la graphie de Conflans.

## Histoire
- À la fin du XIVe siècle, on trouve référence à une ancienne famille noble, les Coppier, mais la seigneurie des Ollières appartient au comte de Menthon de Lornay d’Aviernoz qui disposait d'un château à la Grimotière.
- En 1508, une chapelle, futur chœur de l’église est érigée.
- En 1682, la paroisse se sépare d'avec celle d'Aviernoz.
- En 1825, la nef et le clocher de l'église sont reconstruits.

En 2015, un projet de fusion des communes de la communauté de communes du pays de la Fillière est soumis à un référendum,. L'objectif est de créer une commune suffisant forte avant la fusion de la CCPF en 2017 avec la communauté de l'agglomération d'Annecy.
Un référendum a été tenu le 11 octobre 2015 sur l'ensemble des communes de la CCPF pour décider de la création d'une commune nouvelle sur les bases de la communauté de communes, pour ensuite intégrer la communauté de l'agglomération annécienne. À la suite d'un référendum 11 octobre 2015, la proposition de fusion à 9 est stoppée.
La commune fusionne avec Thorens-Glières, Évires, Aviernoz et Saint-Martin-Bellevue au 1er janvier 2017 pour donner naissance à la commune nouvelle appelée Fillière.

## Politique et administration
| Période                                  | Période   | Identité      | Étiquette | Qualité |
| ---------------------------------------- | --------- | ------------- | --------- | ------- |
| mars 2001                                | mars 2014 | Pierre Vogler |           |         |
| mars 2014                                | En cours  | Xavier Piquot |           |         |
| Les données manquantes sont à compléter. |           |               |           |         |

## Démographie
Les habitants des Ollières sont appelés les Ollièrois. Le sobriquet en patois des habitants était Raffa-frises des Ollires, au XIXe siècle.
L'évolution du nombre d'habitants est connue à travers les recensements de la population effectués dans la commune depuis 1793. Pour les communes de moins de 10 000 habitants, une enquête de recensement portant sur toute la population est réalisée tous les cinq ans, les populations de référence des années intermédiaires étant quant à elles estimées par interpolation ou extrapolation. Pour la commune, le premier recensement exhaustif entrant dans le cadre du nouveau dispositif a été réalisé en 2008.

En 2014, la commune comptait 852 habitants, en évolution de +4,54 % par rapport à 2008 (Haute-Savoie : +6,01 %, France hors Mayotte : +2,11 %).
| 1793 | 1800 | 1806 | 1822 | 1838 | 1848 | 1858 | 1861 | 1866 |
| ---- | ---- | ---- | ---- | ---- | ---- | ---- | ---- | ---- |
| 357  | 406  | 412  | 401  | 506  | 560  | 523  | 502  | 535  |

| 1872 | 1876 | 1881 | 1886 | 1891 | 1896 | 1901 | 1906 | 1911 |
| ---- | ---- | ---- | ---- | ---- | ---- | ---- | ---- | ---- |
| 553  | 560  | 537  | 529  | 477  | 486  | 468  | 493  | 450  |

| 1921 | 1926 | 1931 | 1936 | 1946 | 1954 | 1962 | 1968 | 1975 |
| ---- | ---- | ---- | ---- | ---- | ---- | ---- | ---- | ---- |
| 437  | 442  | 442  | 468  | 428  | 431  | 391  | 387  | 434  |

| 1982 | 1990 | 1999 | 2006 | 2008 | 2013 | 2014 | - | - |
| ---- | ---- | ---- | ---- | ---- | ---- | ---- | - | - |
| 525  | 616  | 737  | 798  | 815  | 842  | 852  | - | - |

## Culture locale et patrimoine

### Patrimoine
- Église Saint-Maurice des Ollières, reconstruction de la nef et du clocher en 1825 par l'architecte annécien Thomas-Dominique Ruphy.

### Personnalités liées à la commune
- Famille de Coppier
- Abbé Alexis Mermet (1866-1937), natif, pionnier de la radiesthésie médicale et de la télé-radiesthésie au début du XXe siècle.

### Héraldique
| Blason de Les Ollières | Blason  | De gueules à la croix d'argent cantonné aux premier et second cantons d'un pont droit, isolé, d'une arche d'or posé en chef, au pendule de radiesthésiste d'argent appendu au chef et brochant; le tout enfermé dans une filière d'or. |
| Blason de Les Ollières | Détails | Le statut officiel du blason reste à déterminer. |